# Condado de la Cierva

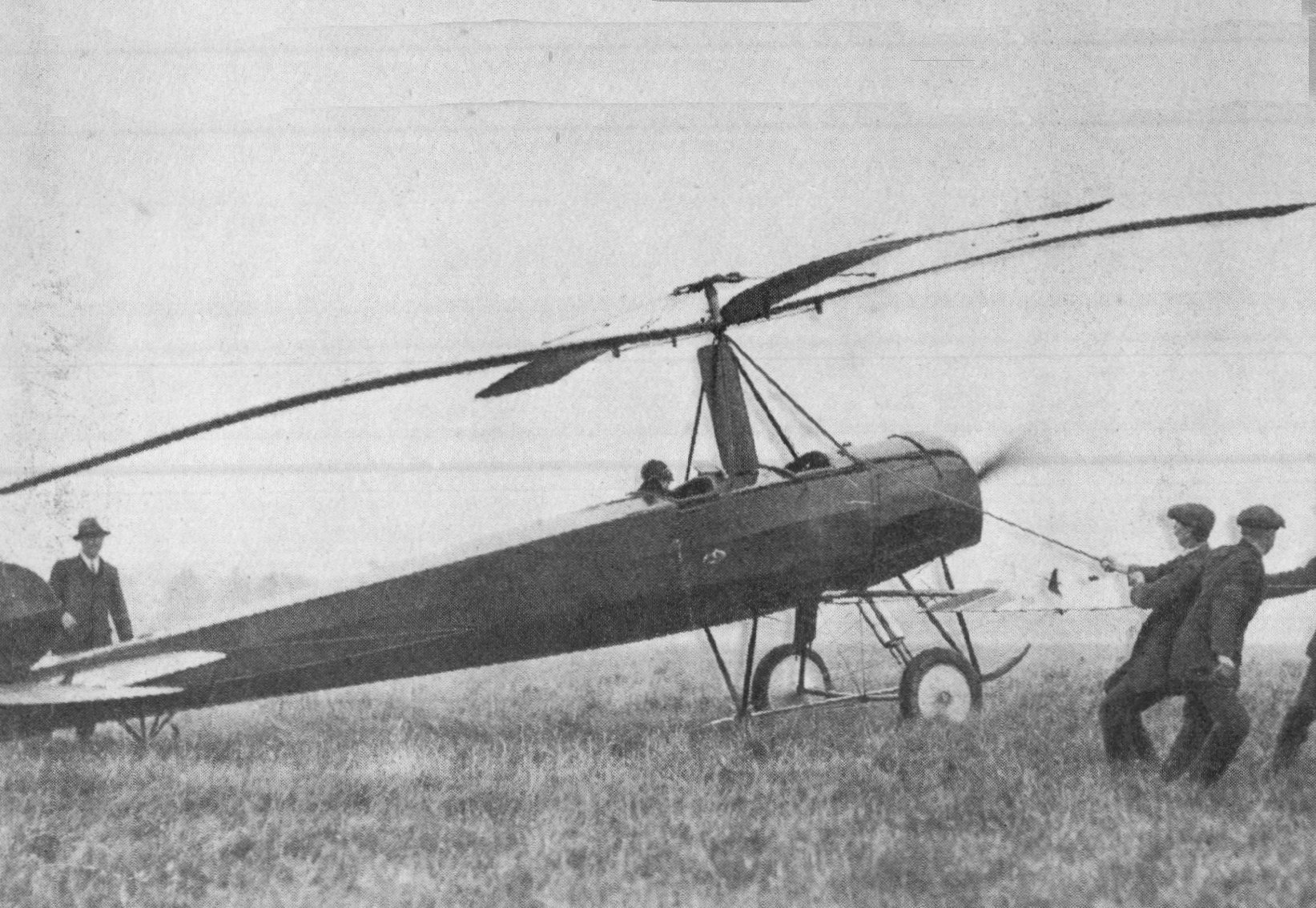
Autogiro, antecesor del actual helicóptero, inventado por el primer conde de la Cierva, Juan de la Cierva y Codorníu (1895-1936).

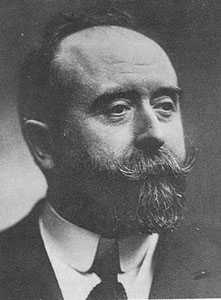
Retrato de Juan de la Cierva y Peñafiel (1864-1938), padre del I conde de la Cierva, ministro de Alfonso XIII y alcalde de Murcia.

El condado de la Cierva fue un título nobiliario español creado por Francisco Franco el 1 de octubre de 1954, con carácter póstumo, a favor de Juan de la Cierva y Codorníu.
El título fue suprimido el 21 de octubre de 2022 tras la entrada en vigor de la Ley de Memoria Democrática.

## Denominación
La denominación de la dignidad nobiliaria refiere al apellido paterno, por lo que fue universalmente conocida la persona a la que se le otorgó, a título póstumo, dicha merced nobiliaria.

## Carta de otorgamiento
El título nobiliario se le otorgó por los siguientes motivos: 

«España tiene sobrados motivos para enorgullecerse del inventor del autogiro, don Juan de la Cierva y Codorniu; extraordinaria personalidad científica, esforzado paladín de la técnica e insigne patriota, continuador de una estirpe que prestó grandes servicios a la Nación. Su nombre merece ser perpetuado, honrándolo con la concesión de un titulo del Reino, que ennoblezca a sus descendientes y sirva de ejemplo y estímulo a la juventud española...»
Decreto de 1 de octubre de 1954. Publicado en el B.O.E. el 1 de noviembre de 1964.

## Condes de la Cierva
| I                        | Juan de la Cierva y Codorníu     | 1954-1957 (póstumo) |
| II                       | Jaime de la Cierva y Gómez-Acebo | 1957-2008           |
| Título suprimido en 2022 |                                  |                     |

## Historia de los condes de la Cierva
- Juan de la Cierva y Codorníu (1895-1936), I conde de la Cierva, ingeniero de caminos, canales y puertos, inventor y científico aeronáutico español, que se destacó inventor del autogiro, aparato precursor del actual helicóptero, e insigne patriota. Juan de la Cierva y Codorníu (1895-1936), inventor y científico aeronáutico español, destacó por inventar el autogiro. Al estallar la Guerra Civil, ayudó a conseguir el avión De Havilland DH.89 Dragon Rapide en el que el general Francisco Franco voló desde Gando (Islas Canarias) a Tetuán (Marruecos español) para tomar el mando del ejército del norte de África.[4] Era hijo del abogado y político conservador Juan de la Cierva y Peñafiel, ministro en siete ocasiones entre 1904 y 1931 y alcalde de Murcia en 1895, fallecido en Madrid, en 1938, durante la Guerra Civil, mientras estaba refugiado en la embajada noruega, perseguido por los republicanos,[5] y hermano de Ricardo de la Cierva y Codorníu, asesinado por los republicanos en noviembre de 1936, en Paracuellos de Jarama.[6]

 Recibió el título, con carácter póstumo, el 1 de octubre de 1954.
Casó con María Luisa Gómez-Acebo y Varona (nacida en Madrid el 28 de agosto de 1899), con la que tuvo siete hijos y hijas. Le sucedió, por carta de sucesión, el 8 de noviembre de 1957, su hijo:
- Jaime de la Cierva y Gómez-Acebo (-2008[7]), II conde de la Cierva.[7][8]

Casó con Blanca Alvear Soto (1929/1930-Murcia, 22 de agosto de 2015), con quien tuvo cinco hijos y hijas: Jaime de la Cierva Alvear, esposo de Claudia Orellana ..., Ignacio de la Cierva Alvear, esposo de María del Prado García ..., Blanca de la Cierva Alvear, Marta de la Cierva Alvear, esposa de Enrique Carmona ..., y María Cristina de la Cierva Alvear, esposa de Carlos Casas ....